# Рош Хајин
Рош Хајин (хебр. רֹאשׁ הָעַיִן, арап. روش هاعين) је град у Централном округу у средишњем делу Израела. Године 2021. имао је 71.651 становника.